# Светоплуково
Светоплуково (слч. Svätoplukovo) насељено је мјесто са административним статусом сеоске општине (слч. obec) у округу Њитра, у Њитранском крају, Словачка Република.

## Становништво
| Година:    | 1994. | 2004.   | 2014.   | 2024.    |
| ---------- | ----- | ------- | ------- | -------- |
| Број људи: | 1275  | 1308    | 1331    | 1469     |
| Разлика:   |       | +2,58 % | +1,75 % | +10,36 % |

| Година:    | 2023. | 2024.   |
| ---------- | ----- | ------- |
| Број људи: | 1473  | 1469    |
| Разлика:   |       | -0,27 % |

Према подацима о броју становника из 2011. године насеље је имало 1.324 становника.